# 蔡秉融
蔡秉融（1996年12月17日—）是台灣游泳運動員，現就讀於國立臺灣體育運動大學。參加2013年亞洲青年運動會游泳比賽男子100公尺蛙式和200公尺蛙式分別以1分03秒09和2分14秒68奪得金牌，男子50公尺蛙式以29秒24奪得銀牌。

## 經歷
2023年參加2022年亞洲運動會，100公尺蛙式和200公尺蛙式都止步於預賽，和莊沐倫、王冠閎、王星皓一同在4×100公尺混合式接力以3分38秒35的成績打破全國紀錄名列第4。

## 外部連結
- 蔡秉融在FINA（英语）